# Звинувачення Ізраїлю в апартеїді

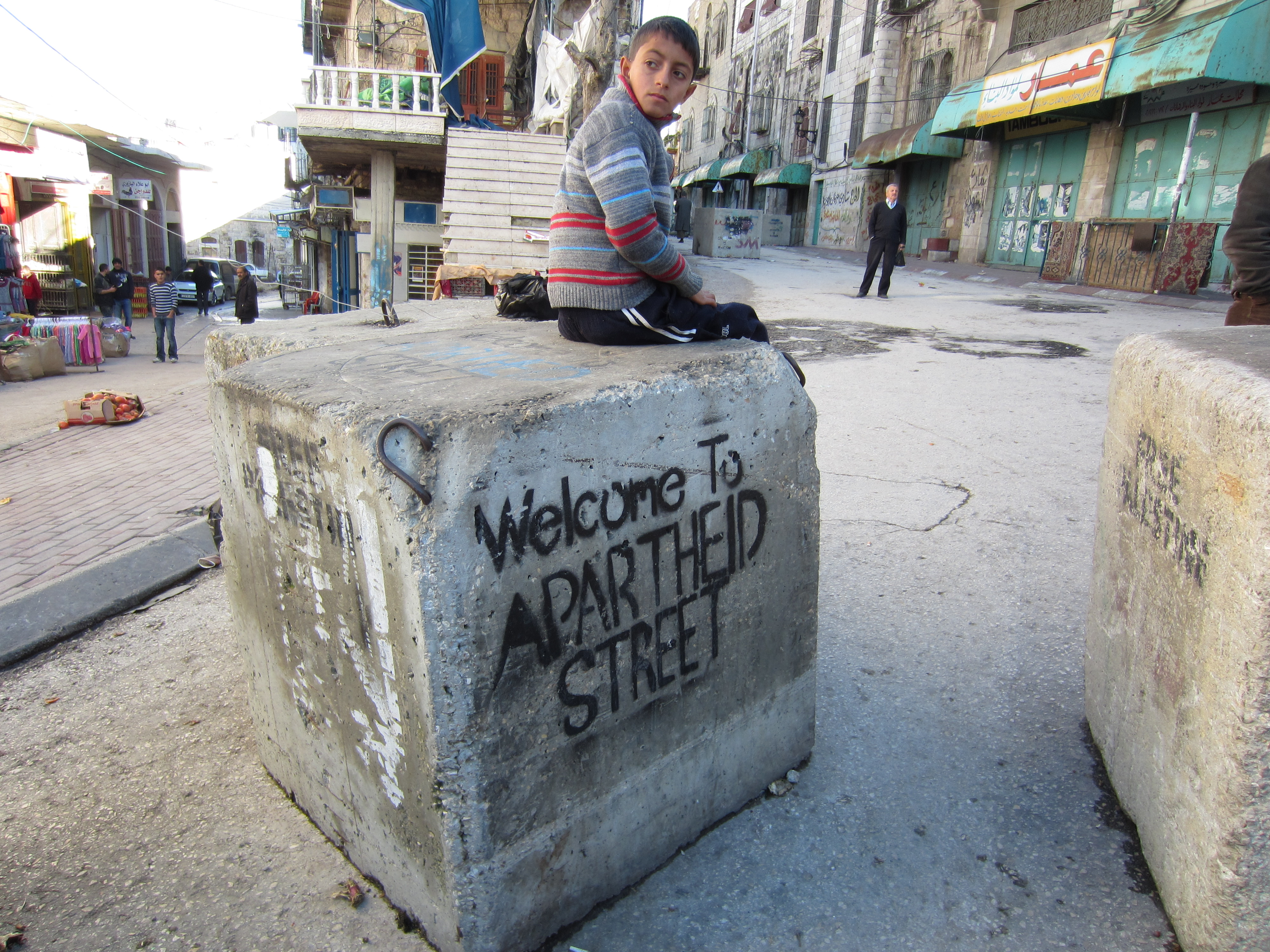
Палестинський хлопець сидить на блокпості на вулиці Аль-Шухада у місті Хеврон на окупованому Західному березі.
Палестинці прозвали вулицю «вулицею апартеїду», оскільки вона закрита для руху палестинців і відкрита лише для ізраїльських поселенців і туристів

Звинувачення Ізраїлю в апартеїді — звинувачення, які висувають численні правозахисні та гуманітарні організації, такі як Міжнародна амністія та інші. Зокрема, деякі оглядачі проводять аналогію між системою апартеїду, яка існувала свого часу по відношенню до чорношкірих мешканців Південної Африки та практикою по відношенню до палестинців в Ізраїлі. В Ізраїлі ці звинувачення висуваються по відношенню до арабського населення країни, що мешкає на Західному Березі річки Йордан та на інших окупованих територіях. У відповідь на критику Ізраїль вказує на те, що потреби боротьби з тероризмом проти мирного населення країни примушують його вживати такі методи, які іноді викликають таку аналогію, проте підкреслює подвійний стандарт такої критики, оскільки подібна дискримінація палестинців в деяких інших країнах не порівнюється з апартеїдом.

## Вживання терміна «апартеїд»
Цей термін по відношенню до Ізраїлю використовується останнім часом різними групами та окремими особами, зокрема південноафриканським активістом, отцем Десмондом Туту та іншими колишніми борцями з апартеїдом, а також колишнім президентом США Джиммі Картером, членами ізраїльського парламенту — Кнесету, захисниками прав палестинців, урядом Сирії, пропалестинськими студентськими групами у Великій Британії, США, та Канаді. Деякі звинувачують Ізраїль у скоєнні злочину апартеїду, в тому значенні як його визначає Міжнародний Кримінальний Суд. Проте Ізраїль, як і деякі інші країни, не ратифікував Римський Статут і не визнає цей суд.
Деякі політики, які також використовують аналогію з Південною Африкою у використанні терміна поділяються на такі категорії осіб:
- Багатьом не подобається саме використання цього терміна і навіть аналогія з Південною Африкою.
- Порівняння Ізраїлю з апартеїдом використовують більшість палестинських арабів, більшість вчених із країн, що розвиваються, а також декілька ізраїльських про-сіоністських діячів, які передбачають в майбутньому вирішення цієї проблеми подібно до Південної Африки шляхом створення спільної держави для євреїв і арабів.
- До останньої групи належать ті, хто шукають схожості та відмінності від Південної Африки і вивчають її досвід у вирішенні цієї проблеми.

Архієпископ англіканської церкви Десмонд Туту, лауреат Нобелівської премії миру використав аналогію з південоафриканським апартеїдом під час свого різдвяного візиту до Єрусалиму 25 грудня 1989 року, коли він заявив в інтерв'ю ізраїльській газеті Гаарец: «я — чорношкірий південноафриканець і якщо поміняти імена, назви, то те, що відбувається в секторі Газу та на Західному Березі, може легко описати події в Південній Африці». Туту також відзначив важливу роль, яку євреї грали у боротьби проти апартеїду в Південній Африці, висловив розуміння питань безпеки Ізраїлю, а також виступав проти тактики тероризму.
У 2002 році Десмонд Туту повідомив, що його «глибоко турбує те, що він побачив у Святій Землі», додаючи, що «це йому дуже нагадувало те, що трапилося по відношенню до чорношкірих громадян в Південній Африці» і він також додав, що він бачив «приниження палестинців на контрольно-пропускних пунктах і численних пунктах контролю, що вони страждають подібно до страждання чорношкірих під час апартеїду, коли молоді білі поліцейські перешкоджали їм вільно пересуватися своєю територією». Туту також додав, що «багато південноафриканців починають бачити багато схожого до того, через що вони вже пройшли раніше», і заявив, що у листі, підписаному декількома сотнями інших видатних євреїв — мешканців Південної Африки, вони теж проводять явну аналогію між теперішньою політикою Ізраїлю і політикою апартеїду минулого.

## Звинувачення

### Окуповані території Західного Берега

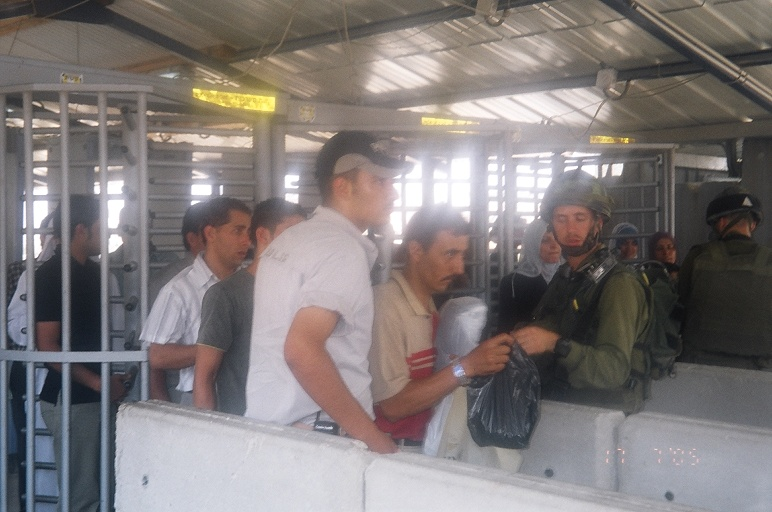
Пункт пропуску Хувара для палестинців

Палестинці, що живуть в не анексованих частинах Західного Берега, не мають і не бажають ізраїльського громадянства — тобто громадянських прав обирати і голосувати в Ізраїлі, але підлягають законодавству ізраїльського уряду[джерело?]. Ізраїль побудував дороги і контрольно-пропускні пункти в Західному Березі для боротьби з палестинським тероризмом — численними атаками на мирне населення, що має ненавмисний ефект ізолювання палестинської громади. Для боротьби з палестинським тероризмом законодавство Ізраїлю також обмежує рух товарів між Ізраїлем і Західним Берегом, і в секторі Газа. Марван Башіра, викладач міжнародних відносин в Американському Університеті Парижа, охарактеризував обмеження на рух, як «систему апартеїду де-факто».
Згідно з Лейлі Фарсакх, після 1977 року «військове керівництво на Західному Березі і в секторі Газа експропріює та огороджує палестинську землю, і дозволяє переселення ізраїльських поселенців на окуповані таким чином території. Уряд також запровадив різні військові закони і постанови для того, щоб регулювати цивільні, економічні і законні права палестинських мешканців. Таким чином, боротьба з палестинським тероризмом — численними атаками на мирне населення, має ненавмисний негативний ефект на Палестинську економіку і збільшує її залежність і інтеграцію в Ізраїлі… Багато хто розглядає ці Ізраїльські заходи територіальної інтеграції і соціального розмежування як апартеїд, навіть якщо такий термін раніше не вживався.» Навіть ізраїльська правозахисна організація Б'Целем також вказує, що така система нагадує апартеїд.
У відповідь на повстання палестинців — інтифаду, Ізраїль почав будівництво так званого Муру безпеки у 2002 році навколо палестинських територій. Цей мур був названа багатьма палестинцями «муром апартеїду».

### Дороги на Західному Березі

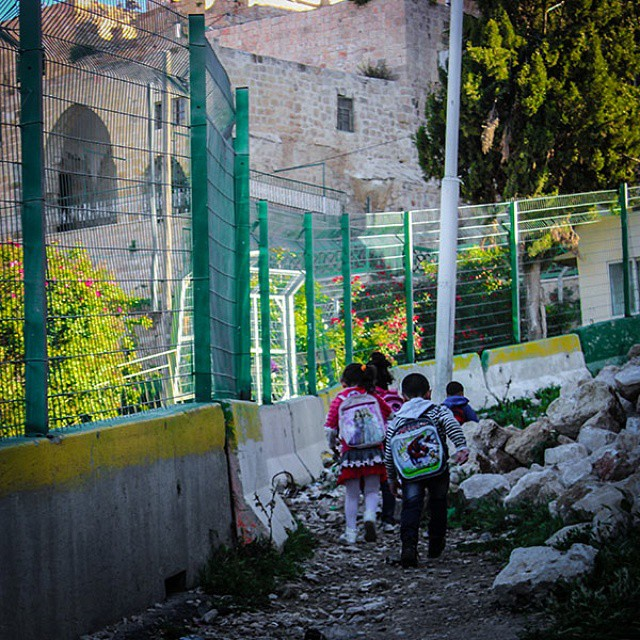
Палестинські діти йдуть до дитячого садка по дорозі, відділеної від асфальтованої доріжки, яка призначена для ізраїльських поселенців

Організація Б'Целем в 2004 зазначала, що «палестинцям заборонили, або обмежили доступ до 450 миль доріг Західного Берега, що створило систему дуже схожу до минулого південноафриканського режиму апартеїду». У жовтні 2005 ізраїльські збройні сили заборонили палестинцям використовувати основні дороги на території Західного Берегу; Б'Целем описав це, зокрема, як перший крок у напрямку до «повної системи апартеїду на дорогах».
Колишній президент США Джиммі Картер заявив, що заборона палестинцям використовувати цю дорогу, «перевершує навіть гірші зразки відособленості, або апартеїду, гіршого навіть від південноафриканського.»

### Працевлаштування та посвідчення
Позаштатний журналіст Флор де Преньоф, пише на сайті Salon.com, що хоча 18 % населення в межах Ізраїлю в 2000 р. було арабським, «тільки 3,7% відсотка працівників ізраїльського уряду — араби. Араби займають тільки 50 з 5 000 викладацьких робочих місць в університетах і з 61 найбідніших міст країни — 48 є арабські.»[джерело?]
Ізраїльські посвідчення особи, вимагаються від всіх мешканців віком 16 років і старші. Ці посвідчення вказують чи їх власники є єврейської національності шляхом позначання єврейської дати народження власника. Журналіст Кріс МакҐріл в газеті «Гардіан» пише, що наявність вказівок приналежності до єврейської національності на посвідченнях особи — «практично вказує, де їх володарям дозволяється жити, чи мають вони доступ до деяких програм державного забезпечення, і крім іншого визначає як до них, ймовірно, будуть відноситися державні службовці і поліція.» Ця ж стаття також порівнює ізраїльську систему реєстрації населення, яка вимагає збір етнічних даних мешканців, до подібної системи реєстрації населення Південної Африки періоду апартеїду.

## Критика аналогії з апартеїдом
Проізраїльські організації, такі як StandWithUs, виступають проти аналогії з південноафриканською політикою апартеїду. Вони стверджують, що політика апартеїду, яка була офіційною політикою ПАР, засновувалася на наданні повних прав лише меншості населення, тоді як права більшості, що не мала права голосу, обмежувалися. В Ізраїлі, на відміну від ПАР, виборчі права має все населення країни, включаючи арабських громадян Ізраїлю. Території ж Західного Берегу та Сектору Гази хоча і знаходяться під частковим контролем Ізраїлю, не є його частиною. В самому Ізраїлі, і в більшості країн, існує упереджене відношення до певних етнічних та релігійних груп, проте воно заборонене законом. Навіть разом з територіями Західного Берегу та Сектору Гази більшість населення має право голосу, а єврейське населення становить там понад 48 %, що контрастує з пригніченням більшості меншиною в ПАР.
Навіть деякі супротивники Ізраїлю виступають проти аналогії з апартеїдом. Так, ізраїльський антисіоніст професор Моше Мачовер заявив «… звинувачення ізраїльтян в апартеїді сприяють відвертанню уваги від значно більших проблем. Стосовно палестинців, сіоністська політика набагато гірша за апартеїд. Апартеїд можна повернути назад. Етнічні чистки набагато складніше повернути, щонайменш в короткій та середній перспективі».

## Заходи
2005 року у Торонто, Канада, відбувся перший Тиждень ізраїльського апартеїду — низка заходів, переважно в навчальних закладах, спрямованих на поширенні інформації про ситуацію з палестинським населенням на Окупованих Ізраїлем територіях і на посиленні бойкоту Ізраїлю. Під час тижня демонструються фільми, проводяться лекції та демонстрації. З часу першого заходу у 2005 році, Тижні проводяться у 55 містах Канади, США, Європи та Ізраїлю.